# لا تینا رنچ (تگزاس)
لا تینا رنچ (به انگلیسی: La Tina Ranch) یک منطقهٔ مسکونی در ایالات متحده آمریکا است که در تگزاس واقع شده‌است. لا تینا رنچ ۱۸٫۳ کیلومتر مربع مساحت و ۶۱۸ نفر جمعیت دارد و ۷٫۰۱ متر بالاتر از سطح دریا واقع شده‌است.